# Безобразов, Иван Романович
Иван Романович Безобразов по прозвищу Ажечка, или Осечка (ум. 1629) — русский государственный и военный деятель из рода Безобразовых. В исторических актах он называется дворянином и упоминается со званием ловчего.
В 1605 году он служил вторым головою в Осколе. В этом же году был послан Лжедмитрием I, которому на него указали Шуйские, — в Польшу, к Сигизмунду III, с благодарственным письмом после совершённого в Кракове обряда обручения Лжедмитрия с Мариной Мнишек. Шуйские и Голицыны же от себя дали ему ещё тайное поручение, которое он сообщил бывшему польскому послу к Лжедимитрию — Гонсевскому. Оно состояло в жалобе бояр на короля за то, что он дал им в цари Лжедмитрия и во-вторых в их намерении свергнуть его и на престол возвести королевича Владислава. Впоследствии служил Лжедмитрию II. В 1611 году ездил под Смоленск к Владиславу с грамотой московской боярской думы, в которой бояре торопят королевича идти и занять в Москве царский престол.
С 1615 по 1617 год Безобразов воеводствует в Угличе, с 1618 по 1622 год — в Ярославле, следующие три года до 1625 года — в Сургуте, а с 1627 по 1629 год — в Шацке. В 1618 году, перед воеводством в Ярославле, Иван Безобразов был некоторое время приставом у касимовского царя, а, воротясь из Сургута, находился на второй свадьбе царя Михаила Фёдоровича, — он шёл двадцать пятым за санями царицы.